# 園山繁樹
園山 繁樹（そのやま しげき、1956年 - ）は、日本の教育学者。筑波大学名誉教授、日本場面緘黙研究会会長。専門は発達障害、行動障害の支援および場面緘黙の研究。

## 経歴
1956年、島根県出雲市に生まれる。出雲市立高浜小学校、出雲市立第三中学校卒業。松江高専を3年で中退し、大阪教育大学へ入学。同大学院修士課程を修了後、1994年に筑波大学大学院で教育学の博士号を取得。
その後、中国短期大学、西南女学院大学を経て、2002年から筑波大学で17年間、行動情緒障害学の教授を務め、2019年に名誉教授となる。
2019年度から2022年度まで島根県立大学人間文化学部保育教育学科で特別支援教育科目を担当し、2023年に退職。同年4月に福岡県北九州市でKBS発達教育支援研究所を設立し、場面緘黙症や強度行動障害、自閉スペクトラム症に関する研究・相談・セミナーを行なっている。
アメリカの心理学者J.R.カンターおよびシドニー・W・ビジューの影響を受けている。

## 著書
単著
- 『場面緘黙支援入門』
  - 出版：学苑社
- 『統合保育の方法論―相互行動的アプローチ』
  - 出版：相川書房

執筆
- 『情動的な人間関係の問題への対応』（Ⅱ部５章　子どもの問題行動を行動変容法の立場から解き明かす　園山繁樹）[8]
  - 著者：須田治
  - 出版：金子書房

監訳
- 『場面緘黙の子どもの治療マニュアル』
  - 原題：『Treatment for Children with Selective Mutism』
  - 著者：R. Lindsey Bergman
  - 出版：二瓶社
- 『発達障害のある人と楽しく学習 : 好みを生かした指導』
  - 原題：『Preference-based teaching』
  - 著者：Dennis H. Reid, Carolyn W. Green
  - 出版：二瓶社
- 『チャレンジング行動 ー強度行動障害を深く理解するためにー』
  - 原題：『Challenging Behaviour』
  - 著者：Eric Emerson, Stewart L.Einfeld
  - 出版：二瓶社
- 『挑戦的行動と発達障害』
  - 原題：『Challenging behavior and developmental disability』
  - 著者：Jeff Sigafoos, Michael Arthur, Mark O'Reilly
  - 出版：コレール社

翻訳
- 『自閉症児と絵カードでコミュニケーション』
  - 原題：『A Picture's Worth』
  - 著者：Andy Bondy, Lori Frost
  - 出版：二瓶社
- 『自閉症児と絵カードでコミュニケーション ーPECSとAACー 第2版』
  - 原題：『A Picture's Worth (2nd Edition)』
  - 著者：Andy Bondy, Lori Frost
  - 出版：二瓶社
- 『行動変容法入門』
  - 原題：『Behavior Modification』
  - 著者：Raymond G. Miltenberger
  - 出版：二瓶社
- 『自閉症児のための活動スケジュール』
  - 原題：『Activity Schedules for Children with Autism』
  - 著者：Lynn E. McClannahan, Patricia J. Krantz
  - 出版：二瓶社
- 『子どもの発達と行動分析』
  - 原題：『Behavior Analysis of Child Development』
  - 著者：Sidney W. Bijou
  - 出版：二瓶社
- 『行動分析学から見た子どもの発達』
  - 原題：『A Behavior Analytic View of Child Development』
  - 著者：Henry D.Schlinger
  - 出版：二瓶社

編著
- 『障害科学の研究法（シリーズ障害科学の展開　第6巻）』
  - 出版：明石書店

編集
- 『自閉症教育基本用語事典』
  - 出版：学苑社
- 『行動障害の理解と援助』
  - 出版：コレール社

## メディア出演
テレビ
- NHK「バリバラ」（2018年9月9日放送）
  - 「場面緘黙（かんもく）・加藤くんの大阪ひとり旅」

新聞
- 西日本新聞（1999年10月11日 朝刊）
  - ワイドふくおか①「人いろいろ」— 自閉症児者に「光」を
- 山陰中央新報（2015年9月2日）
  - 週刊さんいん学聞「科学への旅立ち」— 障害を科学する[4]
- 日本海新聞（2021年2月2日 20面）
  - 「認知不足の場面緘黙症」— 家族の理解と学校支援の重要性（コメント掲載）
- 山陰中央新報（2021年6月30日 7面）
  - 週刊さんいん学聞「おもしろサイエンス」— 話したいのに学校で声が出ない
- 山陰中央新報（2021年8月30日 7面）
  - 「知ってほしい場面緘黙」— 解説記事

## 資格
- 教育学博士号
- 臨床心理士
- 臨床発達心理士
- 自閉症スペクトラム支援士EXPERT

## 所属学会
- 日本場面緘黙研究会（会長：2019年〜）
- 日本行動分析学会（理事長：2012年〜2015年）
- 障害科学学会（会長：2020年〜）
- 日本保育学会
- 日本特殊教育学会
- 日本福祉心理学会（編集委員長：2000年〜2010年）